# 다완

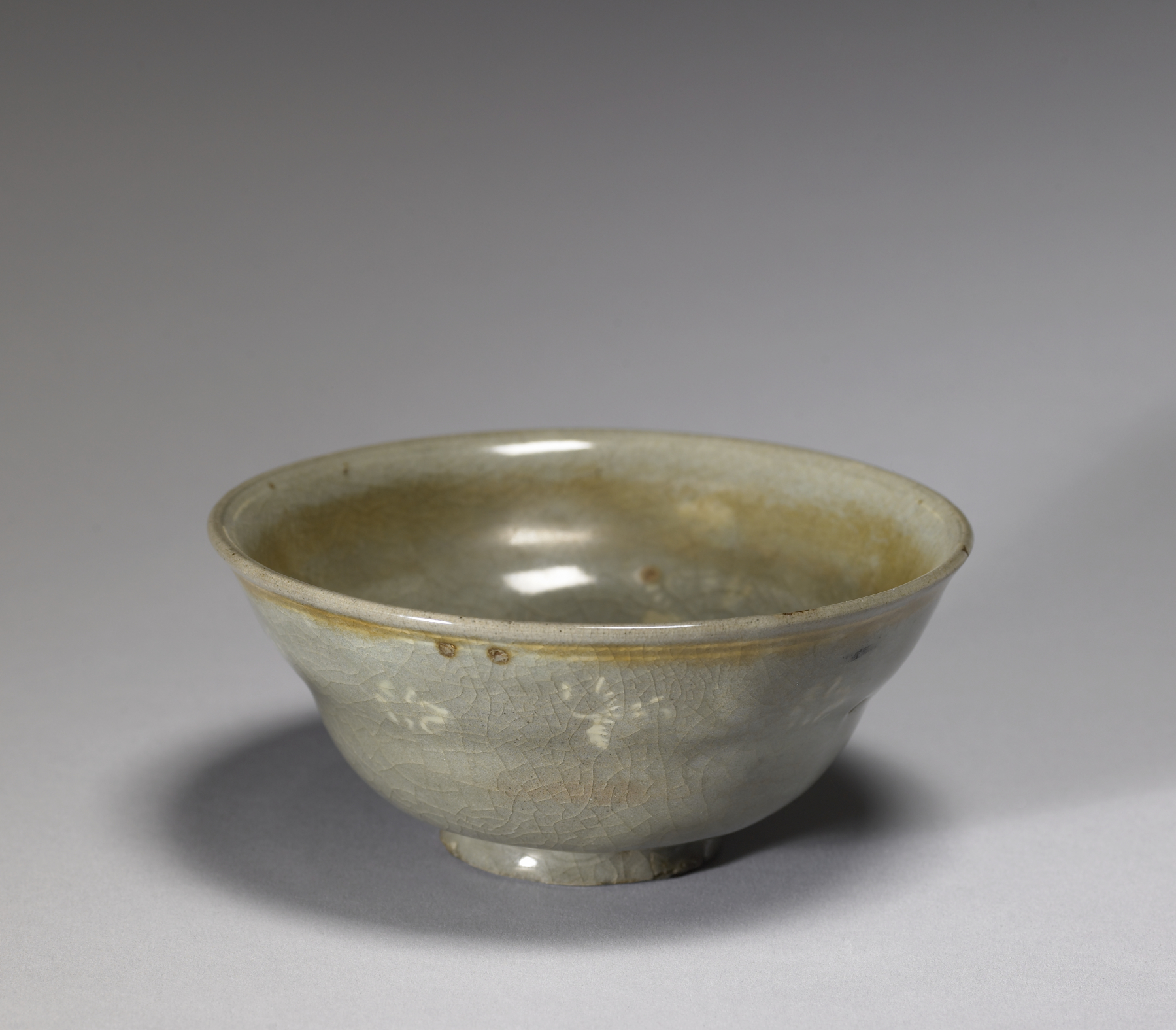
다완

다완(茶碗)은 차를 마실 때 사용하는 잔 또는 사발을 일컫는다.
당나라 육우의 다경에서도 이미 다완의 존재는 있었으며 이 당시에는 자다법이 음다방식으로 사용되었던 관계로 차의 푸른 빛을 잘 나타낼 수 있는 월주요의 청자다완이 당백자로 유명하던 형주요의 백자보다 우위라고 설명된다. 이는 당시 형주요의 백자는 백색보다는 아이보리에 가까웠기 때문에 다탕의 색깔이 붉은 빛을 띠게 됨에 따라 차의 빛깔이나 성질을 제대로 나타내지 못하고 있다고 생각하였기 때문이다.
중국의 다완은 당대에는 월주요의 청자가 송대에는 건요의 건잔이 명대에는 징더전의 백자가 대표적으로 사용되었다.
한국의 다완은 신라시대의 세계 최고의 다완인 안압지 출토 언정영명 백토분장토기다완이 있었으며, 고려시대에는 상감청자 탁잔이나 순청자 다구, 건잔의 흑유다완을 연상시키는 흑유다완, 퇴화문다완 등이 많이 제작되었다. 조선시대에는 남부지역의 연질백자다완이나 청화백자다완, 분청자로 만들어진 덤벙분장다완, 반담금다완, 인화분청다완 등 다양하게 제작되었다. 가루차용의 비교적 큰 사발형태의 다완이외에도 잎차를 이용하는 다병에 담아 종형 형태의 다완인 다종에 따라 마시도록 하는 다완도 많이 제작되었다.

## 같이 보기
- 찻잔